# 平岡大陽
平岡 大陽（ひらおか たいよう、2002年9月14日 - ）は、兵庫県宝塚市出身のプロサッカー選手。Jリーグ・湘南ベルマーレ所属。ポジションはミッドフィールダー。

## 経歴
宝塚市のクラブチーム、長尾ウオーズフットボールクラブからセレッソ大阪の下部組織セレッソ大阪西U-15に加入。しかしU-18への昇格は叶わず、履正社高校へ進学。3年次の2020年5月27日、2021シーズンからの湘南ベルマーレ加入内定が発表された。
2020年11月14日、第99回全国高等学校サッカー選手権大会の大阪予選決勝で金光大阪を1-0で降し、履正社は6年ぶりに本大会出場を果たす。しかし負傷のため本大会初戦を欠場。するとチームは新潟県代表の帝京長岡に1-2の逆転負けを喫し、初戦敗退となった。
2021年より履正社高校から湘南ベルマーレに入団。5月5日、ルヴァンカップ・GS第5節の横浜FC戦でプロ入り初ゴールを決めた。さらに11月3日、J1リーグ・第34節の北海道コンサドーレ札幌戦でリーグ戦初ゴール。
2023シーズンは、開幕節のサガン鳥栖戦で1ゴールを決めるなど、5-1の大勝に貢献した。その後も、インサイドハーフのポジションで継続的に出番を獲得し、最終的にリーグ戦29試合出場、3ゴール2アシストを記録した。

## 所属クラブ
- 長尾ウオーズフットボールクラブ（宝塚市立長尾小学校）
- 2015年 - 2017年 セレッソ大阪西U-15（宝塚市立長尾中学校）
- 2018年 - 2020年 履正社高等学校
- 2021年 - 湘南ベルマーレ

## 個人成績
| 国内大会個人成績 | 国内大会個人成績 | 国内大会個人成績 | 国内大会個人成績 | 国内大会個人成績 | 国内大会個人成績 | 国内大会個人成績 | 国内大会個人成績 | 国内大会個人成績 | 国内大会個人成績 | 国内大会個人成績 | 国内大会個人成績 |
| 年度             | クラブ           | 背番号           | リーグ           | リーグ戦         | リーグ戦         | リーグ杯         | リーグ杯         | オープン杯       | オープン杯       | 期間通算         | 期間通算         |
| 年度             | クラブ           | 背番号           | リーグ           | 出場             | 得点             | 出場             | 得点             | 出場             | 得点             | 出場             | 得点             |
| 日本             | 日本             | 日本             | 日本             | リーグ戦         | リーグ戦         | リーグ杯         | リーグ杯         | 天皇杯           | 天皇杯           | 期間通算         | 期間通算         |
| ---------------- | ---------------- | ---------------- | ---------------- | ---------------- | ---------------- | ---------------- | ---------------- | ---------------- | ---------------- | ---------------- | ---------------- |
| 2021             | 湘南             | 28               | J1               | 10               | 1                | 7                | 1                | 2                | 1                | 19               | 3                |
| 2022             | 湘南             | 28               | J1               | 13               | 0                | 2                | 0                | 3                | 0                | 18               | 0                |
| 2023             | 湘南             | 13               | J1               | 29               | 3                | 4                | 1                | 2                | 0                | 35               | 4                |
| 2024             | 湘南             | 13               | J1               | 26               | 1                | 1                | 0                | 0                | 0                | 27               | 1                |
| 2025             | 湘南             | 13               | J1               |                  |                  |                  |                  |                  |                  |                  |                  |
| 通算             | 日本             | 日本             | J1               | 78               | 5                | 14               | 2                | 7                | 1                | 99               | 8                |
| 総通算           | 総通算           | 総通算           | 総通算           | 78               | 5                | 14               | 2                | 7                | 1                | 99               | 8                |

- 2021年5月30日：J1初出場 - J1第17節 vs徳島ヴォルティス (鳴門・大塚スポーツパーク ポカリスエットスタジアム)
- 2021年11月3日：J1初得点 - J1第34節 vs北海道コンサドーレ札幌 (札幌ドーム)

## 代表歴
- 2022年 U-21日本代表